# 각하 (호칭)
각하(閣下, 영어: Excellency)는 존칭의 하나다. 주로 외교 의례에서 외국의 군주 이외의 행정부 국가 원수(대통령), 국가 수반(총리) 등 각료 그리고 장관 및 대사의 고위 외교관에 대한 존칭으로 쓰여진다. 또한, 귀족에 대한 존칭으로도 쓰여진다.
대한민국에서는 대통령과 부통령, 국무총리, 부총리, 장관과 군대의 장군들에게도 붙인 존칭이었다. 중국에서는 귀하와 비슷한 뜻으로 쓰인다.

## 개요
존대하는 상대에 따라 다르다. 한 국가의 군주/왕자 호칭의 폐하(황제), 전하(황태자/왕/왕비/제후/황태손), 저하/왕세자).
한 국가의 대통령, 총리 총독의 호칭인 각하(고위관료), 휘하(장군), 슬하(부모), 족하(친구/손아랫사람), 귀하 & 궤하 & 좌하 & 안하(사무적 상대) 등등으로 달라지는데, 이는 상대의 지위를 상징하는 글자와 우러러본다는 下가 결합한 것이다. '~下' 호칭들이 대개 그렇듯 기원은 고대 중국으로까지 거슬러 올라간다.

## 역사
고려시대의 각하는 문하시중과 평장사, 참지정사 및 중추원 재상 및 6부상서를 부르는 존칭으로 쓰였고 조선시대의 각하는 정승과 판서, 왕세손을 부르는 존칭으로 쓰였지만 고 이규태 조선일보 논설위원이 고찰한 바에 따르면 널리 흔히 쓰이지는 않았고 뒤에 나오는 '합하'이라는 호칭이 흔하게 쓰였다고 한다. 이와 비슷한 격의 또 다른 호칭으로는 대감(大監)과 영감(令監)이 있다. 정1품급 관료에게는 합하라는 존칭도 간혹 쓰이기는 하였으나 합하 자체보다는 성에 합을 붙여 부르는 것이 보통이었다. 같은 한자 문화권인 일본도 이 호칭을 사용해 왔는데, 일본어로는 갓카에 가깝게 발음된다. 막부 때까지는 고급 각료에게 쓰이다 메이지 유신 이후 문관 중에서는 일본 덴노가 직접 임명하는 칙임관, 무관 중에서는 육군 소장 이상에게만 쓰도록 했다.
해방 후 대한민국에서는 대통령과 부통령, 국무총리, 부총리, 장관과 심지어는 육군 장군들에게도 다양하게 붙인 존칭이었다. 즉 대통령을 일본 총리나 총독부 총독과 같은 급의 지위라고 보면 일본에서의 용법과 동일하다. 종전 이후 일본 총리와 한국 대통령은 대등한 지위라고 볼 수 있으나 일본 천황과 한국의 대통령은 지위 고하의 문제가 아니라 종류에서 차이가 나는 위치로 변한다. 실제로 이미 대한민국 임시정부 때부터 쓰이던 호칭이었다. 일제 강점기 이전에는 그다지 우리 역사에서 흔히 쓰이지 않던 '각하'라는 단어가, 그것도 일본에서는 일본 천황이 임명하는 문무 관리들이 흔하게 가졌던 호칭이 한때나마 우리나라에서는 국가 원수만의 독점 최고 호칭으로 쓰였다는 것은 기분 좋은 일은 아니다.
그런 와중 박정희 대통령이 제5대 대통령으로 집권하게 되면서 그는 각하의 의미를 'Mr. President'와 등치시켜 오로지 대통령에게만 이 존칭을 붙이게 하였으며 기타 관료들에게 붙이던 각하 호칭은 사라졌다. 그러나 은밀히 국무총리 각하, 중앙정보부장 각하 등의 호칭을 붙이기도 했다. 왜냐면 사람들의 버릇이 그리 쉽게 사라지기는 힘들기 때문에 입에 이미 붙은 말이니 그냥 그려러니하고 서로 넘어갔다. 심지어 흔하게 쓰이던 각하라는 호칭을 자신이 독점한 박정희 자신도 상대방과 서로 각하라고 부르며 대화했던 적도 있다.
이후 14대 김영삼 대통령 취임과 동시에 공식적으로 각하라는 표현을 금하게 했고(다만 청와대 내부에서 비공식적으로는 각하 호칭이 통용되었다.), 15대 김대중 대통령부터는 청와대 내에서도 '대통령 님'으로 부르게 되었다. 아무래도 일반인들에겐 붙을 일이 없는 대통령 고유의 호칭은 권위주의적 요소가 있다고 생각했기 때문인 듯 하다.

## 특이 사항

### 중국
중국은 공산주의 국가이기 때문에 직함 외 별도 호칭을 쓰지 않고 굳이 우대할 때는 중국 특유의 존칭인 선생(先生)이라는 호칭을 선호한다. 국민의 정부 당시 장쩌민 전 중국 국가주석과 만난 한국 정치인들이 각하라는 호칭을 쓰기도 했는데 중국인들은 이를 왕조 시절 고관대작에게 쓰던 호칭으로 여겨 당혹스런 반응으로 쳐다보던 적도 있었다.

### 서양
천주교와 티베트 불교에서는 자신들의 최고 지도자를 성하(聖下)라고 부르며, 주교에게 붙이는 경칭 'His/Your Excellency'에 대해 각하를 사용하기도 한다. 그보다 더 높은 추기경의 경우 His/Your Eminence라 하며 이 경우는 각하가 아니라 전하(殿下)라고 한다. 그러나 실제 언어사용에서는 각하나 전하는 너무 권위적이라 하여 '예하(猊下)'라는 호칭을 더 선호한다. '대통령 각하'를 영어로 번역하는 경우는 His excellency 정도로 번역되는 모양이다. 다만 미국의 경우 대통령 직함에 대한 별도의 존칭이 존재하지 않으며 그저 Mr. President로 정착되어 있다. 미국 건국 초에 별도 호칭을 붙이는 것에 대해 논란이 있었으나 워싱턴의 결정으로 높낮이 없는 호칭인 'Mr. President'로 정착되어 지금까지 대통령의 고유 호칭으로 전해내려오고 있다. 미국이나 유럽의 경우에는 대통령이나 부통령, 총리나 장관들이나 차관들에게 공식적으로 각하라는 명칭을 쓴다.

## 같이 보기
- 폐하
- 전하
- 합하
- 족하